# Heybridge Swifts FC
Heybridge Swifts FC is een Engelse voetbalclub afkomstig uit Heybridge die in 1880 is opgericht. De club speelt anno 2020 in de Isthmian Football League.

## Erelijst
- Isthmian Football League Division Two North (1) : 1989-1990
- Isthmian Football League League cup  (2) : 1981-1982, 2000-2001
- Essex Senior League (3) : 1981-1982, 1982-1983, 1983-1984
- Essex & Suffolk Border League Division One (1) : 1930-1931
- Essex & Suffolk Border League Division Two West (1) : 1920-1921
- Mid-Essex League (3) : 1908-1909, 1911-1912, 1946-1947
- Mid-Essex League Division One (1) : 1955-1956
- Mid-Essex League Division One League Cup (2) : 1946-1947, 1955-1956
- Essex Junior Cup (1) : 1931-1932
- East Anglian Cup (2) : 1993-1994, 1994-1995
- Tolleshunt D'Arcy Memorial Cup (6) : 1955–1956, 1959–1960, 2006–2007, 2014–2015, 2015–2016, 2016–2017

## Bekende (oud-)spelers
- Nabil Abidallah
- Dean Holdsworth

## Records
- Beste FA Cup prestatie : Eerste ronde (1994-1995, 1997-1998, 2002-2003, 2017-2018)
- Beste FA Trophy prestatie : Kwart finale (1996-1997)
- Beste FA Vase prestatie : Vijfde ronde (1986-1987)
- Meeste toeschouwers in een wedstrijd : 2477 (tegen Woking in FA Trophy kwart finale 1997)
- Meeste wedstrijden 1 speler : John Pollard (543)
- Meeste doelpunten 1 speler : Arthur Moss (193)